# Ein fröhliches Haus
Ein fröhliches Haus ist eine 1943 entstandene, reichsdeutsche Filmkomödie des Regieveteranen Johannes Guter, dessen letzte Inszenierung dies war. Rolf Weih und Carla Rust spielen die Hauptrollen. 

## Handlung
Dr. Irene Müller arbeitet als „Kummerkastentante“ bei einer Illustrierten und ist mit der Beantwortung von Leserfragen und der Abgabe von Ratschlägen zu allen Lebens- und Liebesdingen beschäftigt. Als sie eines Tages den gutsituierten Viktor Werneberg kennen lernt, funkt es bei ihr sofort. Etwas später sieht man sich bei einem Eishockeyspiel im Berliner Sportpalast wieder. Irenes Interesse an dem netten jungen Mann wächst, und sie hat das Gefühl, dass auch bei ihm mehr als nur Freundschaft vorhanden sein könnte, aber aus irgendeinem unerfindlichen Grund hält er sich ein wenig zurück. Dieser Grund hat seine Ursache in der Familienkonstellation daheim bei Wernebergs. Zwar ist das Heim des Schwimmlehrers, wie der Filmtitel verrät, ein fröhliches Haus, doch ist das Leben als Witwer mit drei kleinen Kindern, zwei Töchter und einem Sohn, plus einem ebenso kauzigen wie faulen Onkel namens Paul Hagedorn und der sich um alles kümmernden Haushälterin Grete nicht immer ganz einfach, um nicht zu sagen: bisweilen chaotisch. 
Viktor würde ja gern auf Irene zugehen, doch hat er Sorge, dass er mit seinen Familienum- und zuständen die junge Akademikerin überfordern könnte. Ist sie denn wirklich bereit, sich auf einen Mann mit drei Kindern, die die tote Mutter vermissen, einzulassen? Onkel Paul sieht das alles nicht so tragisch, und so nimmt er eines Tages die Fäden in die Hand, um die beiden jungen Liebenden zusammenzuführen. Die Dinge laufen problemloser als Viktor vermutet hat: Irene sagt auf seinen Heiratsantwort begeistert “ja!” und findet auch zu den Kindern rasch einen guten Draht. Das Eheleben kann beginnen: Viktor und Paul, die jedoch gehofft hatten, mit Irene käme nun ein Hausmütterchen ins traute Heim, das im Haushalt die neue ordnende Kraft werden könnte, sehen sich enttäuscht: Nicht nur dass Irene mitnichten bereit ist, ihre beruflichen Pläne aufzugeben, vielmehr bleibt das fröhliche Haus auch weiterhin ein ziemlich chaotisches, denn Irene scheint, nach Ansicht der beiden Herren im Haus, nichts im Griff zu haben. Weiterhin herrscht also allenthalben ein großes Durcheinander.
Onkel Paul, der alte Pascha mit den vorgestrigen Vorstellungen von Aufgabenverteilungen im Haushalt, kommt daraufhin auf die „glorreiche“ Idee und lädt die beiden trutschigen Tanten Liesbeth und Mariechen zu sich ein, um Irene nach seinen Vorstellungen umzuformen und aus ihr ein braves Hausmütterchen zu machen. Doch ganz so altbacken sind selbst diese beiden Damen nicht, denn Liesbeth und Mariechen zeigen sich wider Erwarten solidarisch mit Irene. Dann aber sorgt Irene für große Freude im fröhlichen Haus, denn sie kündigt an, sich demnächst nun doch ganz auf die Kindererziehung zu kümmern, denn es gäbe bald Familienzuwachs, und bei vier Kindern bliebe ja für einen Beruf nun wirklich keine Zeit mehr. Viktor freut sich sehr, und auch Onkel Paul ist begeistert, denn er wird demnächst das Haus, das für ihn stets auch Heim gewesen war, verlassen. Er beabsichtigt nämlich, Tante Mariechen zu heiraten, und wird einen eigenen Haushalt gründen. 

## Produktionsnotizen
Die Dreharbeiten zu Ein fröhliches Haus begannen am 15. Juni 1943 und endeten zwei Monate darauf, Mitte August. Der Film wurde am 16. November 1944 uraufgeführt.
Herstellungsgruppenchef Erich Holder übernahm auch die Herstellungsleitung. Anton Weber gestaltete die Filmbauten. Viktor Eisenbach war einer von zwei Aufnahmeleitern.
Rolf Weih und Hans Leibelt singen das Lied “Ich hab’ in meinem Leben noch einen Ankerplatz”.
Der Film kostete recht moderate 797.000 RM, konnte allerdings in den verbleibenden Monaten bis Kriegsende 1945 seine Kosten nicht mehr einspielen. Im Februar 1945 lag das Einspielergebnis bei lediglich 383.000 RM.

## Kritik
„Mit dümmlichen Eifersüchteleien und lahmen Zwischenfälle zerdehntes, witzloses Familien-Lustspiel.“